# Entoloma solstitiale
Entoloma solstitiale är en svampart som först beskrevs av Elias Fries, och fick sitt nu gällande namn av Machiel Evert ("Chiel") Noordeloos 1980. Entoloma solstitiale ingår i släktet Entoloma och familjen Entolomataceae.  Artens status i Sverige är: Ej påträffad. Inga underarter finns listade i Catalogue of Life.